# Гусейнов, Идаят Магомед оглы
Идаят Магомед оглы Гусейнов (азерб. Hidayət Məhəmməd oğlu Hüseynov; 20 января 1951, село Агтакля Гардабанского района, Грузинская ССР — 26 февраля 2025) — советский и азербайджанский математик, преподаватель БГУ, доктор физико-математических наук, профессор. Заслуженный учитель Азербайджана (2019).

## Биография
Родился 20 января 1951 года в селе Агтакля Гардабанского района Грузинской ССР. Окончив школу, переехал в Баку. В 1968 году поступил на механико-математический факультет Азербайджанского государственного университета.
В 1973 году окончил университет и был принят в аспирантуру Института математики и механики АН Азербайджана. В 1976—1990 годы работал в Институте математики и механики АН Азербайджана.
С 1990 года работал на кафедре прикладной математики БГУ. Проводил занятия по математическому анализу.
Автор более 70 научных статьёй.
Умер 26 февраля 2025 года в возрасте 74 лет. Похоронен в г. Баку

## Награды
- Заслуженный учитель Азербайджана (25 ноября 2019, по случаю 100-летия Бакинского государственного университета и за заслуги в развитии образования и науки в Азербайджане)[3]